# Marta Balparda
Marta Balparda fue una tenista argentina que estuvo entre las mejores diez de su país entre 1932 y 1936 inclusive, así como también en 1938.Su mejor posición fue quinta en 1935.
En 1933 fue finalista del Campeonato Argentino de Tenis organizado por el Tenis Club Argentino. Perdió la final contra Leonilda Giusti por 6-1 y 6-1.
Fue finalista en dos oportunidades del Campeonato del Río de la Plata, una en dobles de damas y la otra en dobles mixtos.

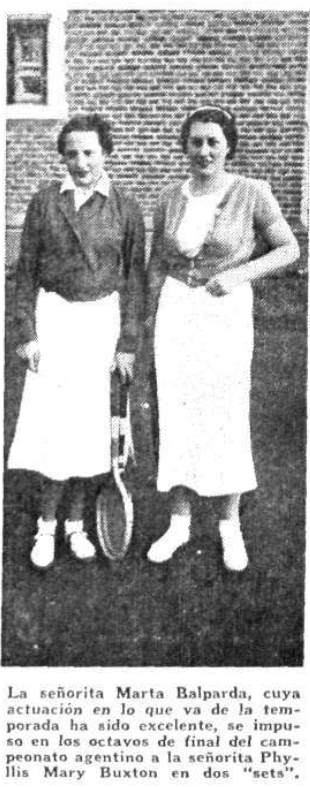
Marta Balparda y Phyllis Mary Buxton en la revista Caras y Caretas del 20 de junio de 1936.

En dobles mixtos fue finalista en 1933, cuando junto a Saturnino Balparda perdieron la final contra la dupla conformada por Julieta Ezcurra y Guillermo Robson por 6-1 y 6-1.
En la modalidad de dobles femenino fue finalista en 1936, cuando junto a Delia Caimi Garmendia perdieron la final contra la dupla conformada por Leonilda Giusti y Ana Pauwels de Madrid por 10-8, 5-7 y 7-5.